# Eucalyptus populnea
Eucalyptus populnea, comúnmente conocido como boj álamo ("poplar box") o boj bimble ("bimble box"), es una especie de eucalipto perteneciente a la familia de las mirtáceas.

## Descripción
Es un árbol endémico de Australia. Se encuentra desde la costa central de Queensland hasta el norte de Nueva Gales del Sur. Puede alcanzar hasta 25 metros de altura y forma comunidades de bosques abiertos extensos en regiones áridas y semiáridas. La especie se caracteriza por hojas verdes oscuras, redondeadas y brillosas y una corteza fibrosa áspera en el tronco y en las ramas más grandes. En el rango norte de la especie se intergrada con el relacionado E. brownii el cual es muy similar en apariencia con más hojas lanceoladas.

## Distribución y hábitat
E. populnea comúnmente forma bosquecillos con otras especies tales como mulga y Eremophila mitchellii.

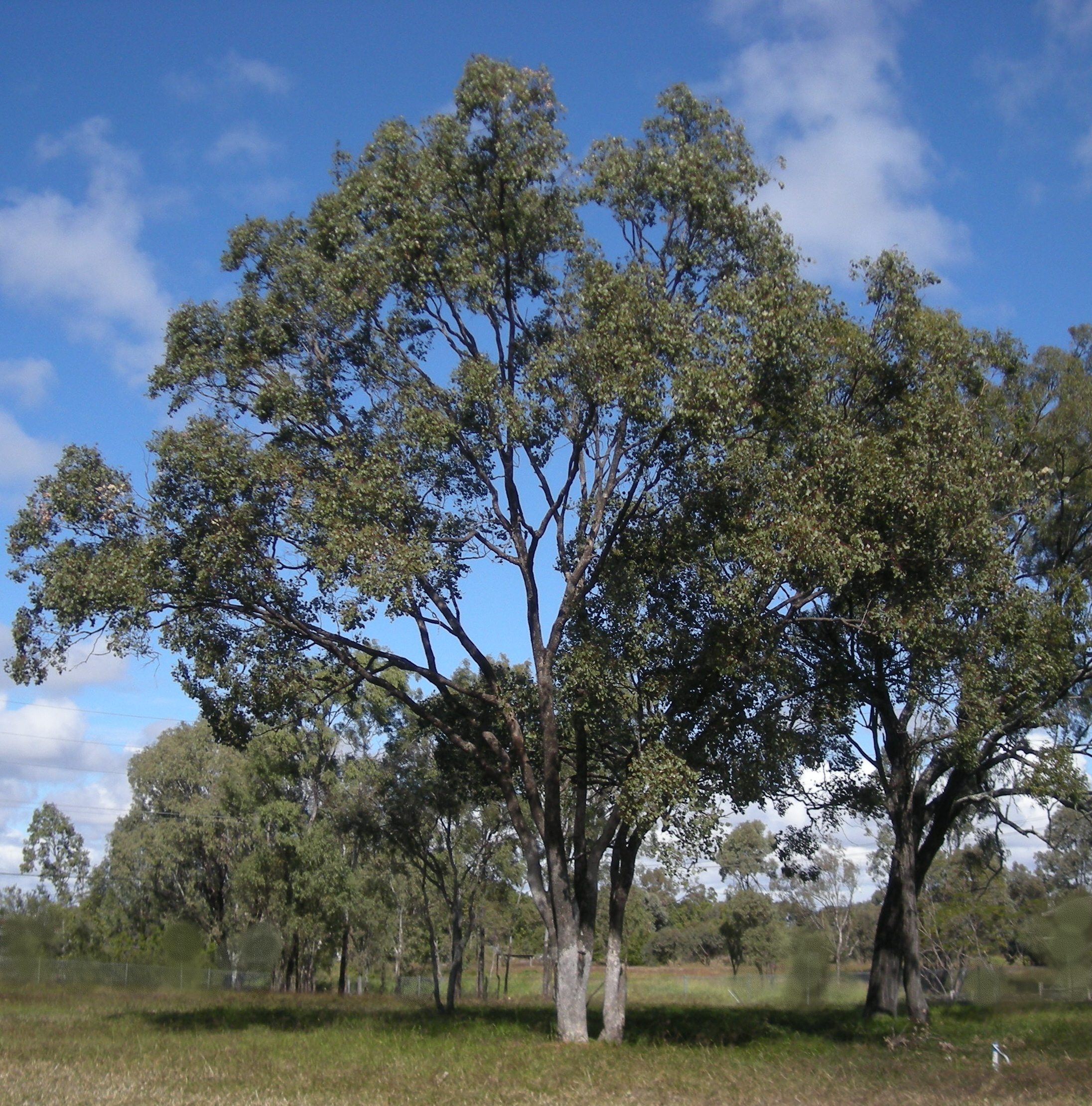
E. populnea en la costa central de Queensland.

## Taxonomía
Eucalyptus populnea fue descrita por Ferdinand von Mueller y publicado en Journal of the Proceedings of the Linnean Society 3: 93. 1859[1858].
Etimología
Eucalyptus: nombre genérico que proviene del griego antiguo: eû = "bien, justamente" y kalyptós = "cubierto, que recubre". En Eucalyptus L'Hér., los pétalos, soldados entre sí y a veces también con los sépalos, forman parte del opérculo, perfectamente ajustado al hipanto, que se desprende a la hora de la floración.
Variedades y Sinonimia
- Eucalyptus populifolia Hook. in T.L.Mitchell, J. Exped. Trop. Australia: 204 (1848), nom. illeg.

subsp. bimbil L.A.S.Johnson & K.D.Hill, Telopea 4: 71 (1990).
subsp. populnea.
- Eucalyptus populifolia Hook.f., Hooker's Icon. Pl. 9: t. 879 (1852), nom. illeg.

.